# Susanne Rässler
Susanne Rässler, geb. Lang (* 28. November 1962; † 29. August 2018), war eine deutsche Statistikerin und Professorin an der Otto-Friedrich-Universität Bamberg.

## Leben
Susanne Rässler absolvierte eine Ausbildung zur Industriekauffrau bei Siemens. Anschließend studierte sie Betriebswirtschaftslehre mit den Schwerpunkten Statistik und Wirtschaftsinformatik an der Friedrich-Alexander-Universität Erlangen-Nürnberg (Standort Nürnberg). 1990 schloss sie das Studium mit einer Diplomarbeit über Numerische Integration und Parameterschätzungen mit Monte-Carlo-Methoden ab. Danach arbeitete sie als wissenschaftliche Mitarbeiterin am Lehrstuhl für Statistik und Ökonometrie an der Friedrich-Alexander-Universität Nürnberg, wo sie 1995 bei Hans Schneeberger und Ingo Klein zum Dr. rer. pol. promoviert wurde. In ihrer Dissertation zog sie einen Genauigkeitsvergleich zwischen dem Hansen-Hurwitz-Schätzer und dem Horvitz-Thompson-Schätzer. 2001 habilitierte sie sich in den Fächern Statistik und Ökonometrie mit einer Schrift über alternative Verfahren der Datenfusion und war anschließend in Nürnberg als Oberassistentin tätig.
Von 2004 bis 2007 leitete Rässler das neubegründete Kompetenzzentrum Empirische Methoden am Institut für Arbeitsmarkt- und Berufsforschung und den Bereich Produkt- und Programmanalyse in der Zentrale der Bundesagentur für Arbeit in Nürnberg, wo sie ein Instrumentarium zur Evaluation der von der Bundesagentur initiierten Arbeitsmarktmaßnahmen entwickelte. Anfang 2007 lehrte sie ein halbes Jahr nebenberuflich als Professorin für Computational Statistics an der Frankfurt School of Finance & Management, wo sie später weiterhin regelmäßig Gastvorlesungen hielt. Im September 2007 folgte sie dem Ruf an die Otto-Friedrich-Universität Bamberg und wurde dort Inhaberin des Lehrstuhls für Statistik und Ökonometrie in den Sozial- und Wirtschaftswissenschaften. Sie wirkte als Universitätsfrauenbeauftragte und war von 2008 bis 2018 Studiendekanin der Fakultät Sozial- und Wirtschaftswissenschaften. Auch engagierte sie sich in der statistischen Methodenausbildung, so etablierte sie zum Beispiel den Masterstudiengang „Survey Methodology“ (Bamberg/Berlin/Trier).
Zu den Schwerpunkten ihrer Forschung gehörten unter anderem Missing-Data-Techniken wie die multiple Imputation fehlender Daten, Datenfusion, Stichprobentheorie, Computational Statistics, Datenanonymisierung, Bayesianische Verfahren, Evaluationsforschung (insbesondere ökonometrische Evaluation von Bildungsmaßnahmen) sowie Softwarezuverlässigkeitsprognose. Mit ihrer Forschungsarbeit zur multiplen Imputation fehlender Daten besetzte Rässler, die sich diesbezüglich unter anderem mit dem amerikanischen Statistiker Donald B. Rubin (Harvard University) austauschte, ein neues Forschungsfeld im deutschsprachigen Raum.
Rässler war Mitherausgeberin der Zeitschriften Journal of Official Statistics (ab 2003) und AStA Wirtschafts- und Sozialstatistisches Archiv (ab 2007). Sie gehörte wissenschaftlichen Gesellschaften wie der Deutschen Statistischen Gesellschaft und der American Statistical Association an. Sie war Gründungsmitglied und von 2009 bis 2013 Leiterin der Methodengruppe des Nationalen Bildungspanels. Danach übernahm sie die wissenschaftliche Leitung im Leibniz-Institut für Bildungsverläufe. Von 2007 bis 2013 gehörte sie der Zensuskommission an, in der sie den Zensus 2011 wissenschaftlich begleitete, 2008 bis 2014 dem Rat für Sozial- und Wirtschaftsdaten und 2014 bis 2017 dem Wissenschaftlichen Beraterkreis der Forschungsdatenzentren der Statistischen Ämter des Bundes und der Länder. Sie war Gründungsmitglied der 2013 erschaffenen Plattform „Statistik Netzwerk Bayern“ und wirkte an den „StatistikTagen Bamberg|Fürth“ mit.
Rässler war mit einem Diplom-Informatiker verheiratet und am Aufbau der 1992 von ihm mitbegründeten imbus AG in Erlangen sowie eines weiteren IT-Unternehmens beteiligt. Sie starb 2018 im Alter von 55 Jahren.

## Publikationen (Auswahl)

### Autorschaft
- Der Hansen-Hurwitz-Schätzer und der Horvitz-Thompson-Schätzer bei Auswahl ohne Zurücklegen mit unterschiedlichen Wahrscheinlichkeiten: ein Genauigkeitsvergleich. Dissertation. Nürnberg, 1995.
- Stichprobenverfahren bei sukzessiver Auswahl mit unterschiedlichen Wahrscheinlichkeiten im Wirksamkeitsvergleich. Vandenhoeck & Ruprecht, Göttingen 1996, ISBN 3-525-11406-0.
- Alternative Approaches to Statistical Matching with an Application to Media Data (Alternative Verfahren der Datenfusion mit einer Anwendung auf Media-Daten), Habilitationsschrift, Nürnberg 2001.
- Statistical Matching: A Frequentist Theory, Practical Applications, and Alternative Bayesian Approaches. (= Lecture Notes in Statistics. Band 168) Springer, New York 2002, ISBN 0-387-95516-X.

### Herausgeberschaft
- Mit Anna Susanne Steinweg, Margarete Wagner-Braun (Hrsg.): Kolloquium 2008 – Beiträge Bamberger Nachwuchswissenschaftlerinnen (= Forschende Frauen in Bamberg. Band 1). University of Bamberg Press, Bamberg 2009, ISBN 978-3-923507-39-9.
- Mit Peter Mertens (Hrsg.): Prognoserechnung. Siebte, wesentlich überarbeitete und erweiterte  Auflage. Physica, Heidelberg 2012, ISBN 978-3-7908-2796-5, doi:10.1007/978-3-7908-2797-2.